# American Journal of Physics
L'American Journal of Physics è una pubblicazione scientifica mensile a revisione paritaria incentrata sulla fisica insegnata nelle università e nelle scuole superiori.

## Storia
Fondata nel 1933 dalla American Association of Physics Teachers e pubblicata da quest'ultima e dall'American Institute of Physics, la rivista era inizialmente chiamata American Physics Teacher e, dal 1933 al 1936, ebbe una pubblicazione trimestrale che divenne poi bimestrale dal 1937 al 1939. L'attuale nome le fu dato nel febbraio 1940, quando divenne una rivista mensile.

## Argomenti trattati
L'American Journal of Physics, che nel 2022 aveva un fattore di impatto di 0,9, include articoli sulle ultime ricerche nei vari campi della fisica, su attrezzature e dimostrazioni per laboratori didattici e sulle metodologie di insegnamento, includendo anche recensioni di libri e trattando spesso anche gli aspetti storici, filosofici e culturali della fisica; il tutto avendo come utenti di riferimento insegnanti e studenti di fisica a partire dalle scuole superiori.
Indicizzato, tra gli altri, da Applied Science & Technology Index, Chemical Abstracts, Mathematical Reviews, Current Physics Index e altri ancora, l'American Journal of Physics è disponibile sia in versione cartacea che digitale.